# Elsie Whetnall
Elsie Matilda Maude Whetnall (24 de diciembre de 1897,Isleworth, Middlesex,1998) era una filósofa analítica británica.

## Biografía
Elsie Whetnall era hija de Thomas William Ward Whetnall, funcionario del Consejo de Educación, y de Emma Cox. 
Se educó en la Southall County Secondary School y luego en el Bedford College de la Universidad de Londres, donde obtuvo un título de primera clase en 1921. Whetnall fue alumna externa de doctorado de Susan Stebbing, en el Bedford College, donde escribió su tesis sobre la teoría de los símbolos. Eran amigas, y Stebbing, en el prefacio de su libro A Modern Introduction to Logic (1930), escribió que en la discusión personal debía más de lo que podía decir a su amiga la señorita E.M Whetnall.
Whetnall fue directora de estudios y profesora de ciencias morales (filosofía) no residente del Girton College y del Newnham College. Asistió como estudiante de Jex-Blake entre 1924 y 1926 al Girton College de Cambridge. Mientras estaba en Cambridge, fue una de las primeras mujeres oficiales del Club de Ciencias Morales, en calidad de secretaria del Club presentó una ponencia de Bertrand Russell el 3 de diciembre de 1926.
Después de terminar su doctorado en 1929, Whetnall ocupó varios puestos de profesora, primero en el Kingsley School de Hampstead, y luego como profesora en el Huguenot College de la Universidad de Sudáfrica.
Volvió al Bedford College como sustituta temporal de Stebbing durante 1930 y 1931. También enseñó en el Hillcroft College for Working Women, en Surbiton, un colegio residencial para mujeres desde 1932 hasta 1943.
En 1925 se convirtió en una de las pocas mujeres elegidas como miembro de la Sociedad Aristotélica y fue un miembro activa y frecuente comentarista en compañía de otros notables panelistas como G.E. Moore, John Wisdom, C.D. Broad y Stace. 
A principios de la década de 1930 consideraba que el análisis metafísico era útil para considerar el proceso psicológico de formación de conceptos. 
Colaboró en obras de lógica como la edición revisada de An Intermediate Logic de James Welton.
Whetnall se casó con William James Smith el 30 de agosto de 1939.

### Publicaciones
- (1928). "Symbol Situations". Proceedings of the Aristotelian Society 29:191 – 226.
- (1931). "Formation of Concepts and Metaphysical Analysis". Proceedings of the Aristotelian Society 32:121 - 138.